# Li-Ann
Li-Ann, pseudonimo di Lianne Lucia Van Groen (Zaandam, 17 marzo 1985), è una cantante olandese.

## Carriera
Si è fatta conoscere a livello mediatico nel 2003 quando si presentata alla seconda edizione del talent show Idols (Versione olandese di Pop Idol), non riuscendo però ad arrivare alle fasi finali.
Un anno dopo Lianne prende parte al talent show Popstars - the Rivals, la versione olandese di Popstars. Lianne insieme ad altre quattro ragazze forma il gruppo femminile Raffish.
Con le Raffish pubblica il singolo Plaything che si aggiudica la #1 nei Paesi Bassi. Nel 2005 pubblicano l'album How Raffish Are You?, da cui estraggono altri due singoli: Thursday's Child e Let Go. Nel 2006 il gruppo si scioglie ufficialmente e le ragazze intraprendono carriere soliste.
Lianne inizia una carriera solista con il nome d'arte Li-Ann. Il 28 aprile 2006 pubblica in Belgio il singolo eurodance Friday. Il brano riesce a raggiungere la posizione #23 nella classifica ufficiale belga.
Nel 2007 pubblica un secondo singolo Pop The Cherry.
Dal 2010 è diventata cantante del noto gruppo eurodance Twenty 4 Seven.